# 9137 Remo
9137 Remo è un asteroide della fascia principale. Scoperto nel 1973, presenta un'orbita caratterizzata da un semiasse maggiore pari a 2,3837420 UA e da un'eccentricità di 0,1564121, inclinata di 3,47378° rispetto all'eclittica.